# Liste der Inhaltsstoffe von Fleisch
|                                     | Proteine (g) | Fett (g) | Wasser (g) | Energie (kJ) | Cholesterin (mg) |
| ----------------------------------- | ------------ | -------- | ---------- | ------------ | ---------------- |
| Hähnchen, Brust                     | 23,6         | 00,7     | 74,6       | 0427         | 66               |
| Schweinefleisch, Rohschinken        | 18,3         | 04,4     | 69,5       | 0476         | 51               |
| Kalbfleisch, mit Fett               | 27,9         | 02,7     | 67,0       | 0636         | 74               |
| Pferdefleisch                       | 29,8         | 03,5     | 65,3       | 0645         | 65               |
| Rindfleisch, Filet (Fleisch)        | 29,6         | 03,6     | 65,7       | 0636         | 73               |
| Rindfleisch, Hackfleisch            | 27,6         | 12,2     | 58,4       | 0975         | 61               |
| Schweinefleisch                     | 28,7         | 09,6     | 60,7       | 0841         | 86               |
| Pute, Babypute                      | 22,4         | 06,8     | 69,8       | 0632         | 81               |
| Schweinefleisch, Bauchspeck         | 16,0         | 28,9     | 54,4       | 1340         | 60               |
| Rindfleisch, Corned Beef            | 23,5         | 03,4     | 69,8       | 0527         | 44               |
| Schweinefleisch, Eisbein            | 28,9         | 10,3     | 59,7       | 0875         | 77               |
| Hirschfleisch                       | 28,1         | 04,0     | 66,7       | 0625         | 63               |
| Ente, komplett                      | 18,1         | 17,2     | 63,7       | 0940         | 76               |
| Gans, komplett                      | 23,4         | 20,8     | 54,3       | 1170         | 77               |
| Hähnchen, Keule                     | 28,2         | 11,3     | 59,4       | 0895         | 85               |
| Kalbfleisch, mager                  | 27,2         | 04,8     | 68,4       | 0575         | 73               |
| Kalbfleisch, Brust gefüllt          | 18,9         | 12,7     | 62,9       | 0805         | 88               |
| Kalbfleisch, Haxe                   | 28,0         | 06,8     | 64,1       | 0725         | 73               |
| Kaninchen, komplett                 | 26,9         | 08,9     | 63,3       | 0785         | 87               |
| Schweinefleisch, Kasseler           | 16,6         | 11,4     | 64,2       | 0720         | 51               |
| Lamm, mager                         | 27,0         | 07,9     | 64,0       | 0755         | 87               |
| Lamm, mit Fett                      | 23,3         | 19,9     | 56,0       | 1130         | 91               |
| Pute, komplett                      | 27,0         | 16,2     | 55,6       | 1060         | 85               |
| Pute, Brust frisch                  | 21,0         | 01,0     | 73,7       | 0450         | 60               |
| Pute, Keule gar                     | 25,3         | 09,7     | 63,9       | 0790         | 88               |
| Pute, Brust gar                     | 22,1         | 04,7     | 68,2       | 0606         | 53               |
| Rindfleisch, Rumpsteak              | 28,9         | 12,1     | 57,6       | 0940         | 82               |
| Schweinefleisch, gekochter Schinken | 18,4         | 03,9     | 73,8       | 0430         | 49               |

(Die Angaben beziehen sich auf die Inhaltsstoffe von 100 g der genannten Lebensmittel. Die Liste umfasst lediglich eine Auswahl der Inhaltsstoffe und erhebt keinen Anspruch auf Vollständigkeit.)

## Quelle
- Hans-Joachim Rose (Bearb.), Ralf Frenzel (Hrsg.): Küchenbibel. Enzyklopädie der Kulinaristik. Tre Torri, Wiesbaden 2007, ISBN 978-3-937963-41-9, diese sich wiederum auf Auswertungen der Universität Hohenheim bezieht